# Kościół św. Mikołaja w Kruszynach
Kościół św. Mikołaja w Kruszynach – zabytkowy katolicki kościół parafialny, znajdujący się we wsi Kruszyny (powiat brodnicki, województwo kujawsko-pomorskie). Funkcjonuje przy nim parafia św. Mikołaja. Do rejestru zabytków wpisany został 24 października 1929 pod numerem A/396.

## Historia
W XIV wieku miejscowość należała do zakonu krzyżackiego i wchodziła w skład komturstwa brodnickiego. W pierwszej połowie XIV wieku powstała we wsi parafia. Zbudowano wówczas kościół św. Mikołaja. W 1414, podczas wojny głodowej, świątynia została zniszczona przez wojska polsko-litewskie. Od 1590 do połowy XVIII wieku była filią parafii w Lembargu, a następnie w Nowej Wsi. W 1845 obiekt uległ renowacji. Podniesiono wówczas strop i zamalowano barokowe polichromie, jakie istniały na sklepieniu. Kolejny remont miał miejsce w 1900. Podczas okupacji niemieckiej funkcjonariusze gestapo zagrabili księgi parafialne chrztów, ślubów oraz pogrzebów począwszy od 1774, z których najstarsze zaginęły, a nowsze zwrócono parafii. W 2016 prowadzono prace restauracyjne przy ołtarzu i obrazie św. Anny, natomiast w 2018 - przy ołtarzu bocznym północnym.

## Architektura
Murowany kościół reprezentuje styl gotycki. Wybudowany jest z głazów narzutowych. Jego górne partie, szczyty i najwyższa kondygnacja wieży wzniesiono z cegły.

## Wyposażenie
Wyposażenie świątyni pochodzi przede wszystkim z XVIII i XIX wieku. Ołtarz główny pochodzi z drugiej połowy XVIII wieku.

## Otoczenie
Przy kościele znajduje się cmentarz parafialny.